# Francesco Rognoni Taeggio
Pour les articles homonymes, voir Rognoni.
Francesco Rognoni Taeggio (né à Milan dans la seconde moitié du XVIe siècle; décédé dans cette ville avant 1626) est un violoniste et compositeur italien. C'est le fils de Riccardo Rognoni et le frère de Giovanni Domenico Rognoni Taeggio.

## Biographie
Francesco Rognoni a d'abord travaillé comme maître de chapelle du prince Francesco Filiberto de Masserano. Après 1613, il était au service du régent de Milan et, à partir de 1620, il a été mentionné comme maître de chapelle de l'église de Saint-Ambroise. Rognoni a été décrit par son contemporain, l'écrivain Girolamo Borsieri, comme un excellent flûtiste et violoniste.
En plus de divers messes, Rognoni a publié en 1608 et 1624, de la musique polyphonique, en 1613, une collection de madrigaux. En 1614, il publie son livre Aggiunta del Scholaro di violino & altri strumenti (perdu). En 1620 a été publiée une suite qui est considérée aujourd'hui comme son œuvre la plus importante, la Selva de varii passaggi qui décrit en détail la technique vocale et celle du violon ainsi que la technique de l'ornementation (de la diminution). Les dédicaces de diverses œuvres permettent d'éclairer ses relations avec le roi de Pologne Sigismond III et de l'archiduc Charles d'Autriche.
Les textes de Rognoni sont maintenant étudiés par les musicologues essayant de retrouver les techniques historiques d'exécution.

## Œuvres
- Messe e Salmi Falsi Bordoni, e Motetti a 5, col basso per l'organo (Milan, 1610)
- Madrigali a 5, col basso (Venise, 1613)
- Aggiunta del Scholare di violino i altri strumenti, col basso continuo per l'organo (Milan, 1614)
- Selva de varii passaggi (Milan, 1620)
- Correnti e gagliarde a 4, con la quinta parte ad arbitrario, per suonar su varii strumenti (Milan, 1624)
- Partito all'organo delle messe, Motetti a 4, 5 (Venise, 1624)

## Sources
- (de) Cet article est partiellement ou en totalité issu de l’article de Wikipédia en allemand intitulé « Francesco Rognoni » (voir la liste des auteurs).